# Big Data de la Smart Factory
Els Big Data són el resultat de l'aglutinació de dades de forma no estructurada i que generalment es generen des dels dispositius electrònics de consum. Parlem de volums de dades que superen les desenes de terabytes i que requereixen software específic per ser processats a una velocitat adequada. El fet de poder aconseguir tantíssimes dades tan diverses ha fet que els Big Data prenguin moltíssim valor per les empreses, que els utilitzen per optimitzar les seves estratègies.
Típicament el concepte de Smart Factory es troba lligat a la utilització de Big Data per a portar a l'extrem la optimització de la producció. Lluny de les anteriors evolucions en la indústria, aquest nou avenç és un canvi de paradigma. Amb l'ús de paquets de dades de mides que van des de les desenes de terabytes fins a diversos petabytes, la nova indústria o indústria 4.0 busca la previsió i resposta més ràpida a cada problema detectat, que fins i tot pot no haver tingut lloc.

## Història del Big Data
La terminologia tal com la coneixem actualment s'ha estat utilitzant des dels 90, en part gràcies a John Mahsey. Tot i això, amb l'esclat de les xarxes socials i l'expansió dels smartphones en l'última dècada (sobretot a partir del 2005), s'ha vist un augment considerable en el seu ús. Això és degut al fet que es va observar la possibilitat d'obtenir una enorme quantitat de noves dades sobre la població utilitzant les creixents Google, Facebook, etc.
Bé és cert que, realment, l'ús de moltes dades per controlar empreses ja existia des de fa 7000 anys, utilitzat a Mesopotamia per poder controlar el creixement i la producció de les seves plantacions. Trobem un altre exemple l'any 1663, quan John Graunt va haver de gestionar una enorme quantitat d'informació mentre estudiava la Pesta Bubònica. Però el que és clar és que mai s'havia gestionat una quantitat tan sobredimensionada de dades i molt menys amb la precisió i la velocitat a la que es fa actualment, arribant a l'ordre dels zettabytes d'informació.
L'any 2005, va ser on realment es va veure un creixement exponencial del Big Data., i va ser l'any en que Yahoo! va crear Hadoop, un molt potent software especialitzat en la gestió de dades en massa i de codi obert. A més a més, es va introduir el concepte Web 2.0. Cada vegada es generaven més dades diàriament i van començar a aparèixer projectes innovadors que les utilitzaven, fent que fins i tot els governs treballessin en projectes de Big Data. Aquest creixement no ha parat, més aviat al contrari, ha anat augmentant exponencialment i es calcula que l'any 2025 hi haurà 163 zettabytes de dades.

## Introducció al Big Data actual
L'ésser humà, des de l'esclat del capitalisme i consumisme, s'ha vist abocat a la captura d'informació per al futur aprofitament en els negocis. En el context tradicional de la captura de dades les preguntes més habituals eren “Que necessita la població?”, “Que vol?”, “Quan ho vol?”,etc. En l'actualitat, l'esclat de les noves tecnologies han permès capturar molta més informació sense la intervenció humana directa. Això ha permès analitzar molt més profundament el mercat i justament a causa d'això s'han començat a generar desenes de Terabytes d'informació. Precisament són aquests grans blocs d'informació el que s'anomenen Big Data. En general, es tracta de paquets de dades de molt gran volum, des dels 30 terabytes fins a diversos petabytes. A més a més, contenen dades d'elevada complexitat i, per tant, són de massa lent processament per les eines tradicionals.
Cal destacar que aquests volums d'informació són creats, sobretot, per les pàgines web, sistemes RFID, maquinària industrial monitoritzada, vehicles intel·ligents, smartphones i dispositius amb seguiment GPS.
L'origen tant divers de dades i el caràcter informatitzat de la seva captació han aconseguit aportar nova informació sobre, per exemple, temps de visita i interaccions a les xarxes socials, velocitat i qualitat de producció, temps d'atenció i visita de publicacions i/o anuncis, rutes habituals i fins i tot relacions interpersonals.
Com s'ha insinuat abans, cosa que fa que el Big Data sigui una clau de la societat moderna és precisament la gran diversitat d'informació que pot aportar a les empreses, arribant a respondre preguntes que ni tan sols s'havien plantejat. A més a més, el fet de ser una quantitat tant gran d'informació transforma el Big Data en un fortíssim punt de referencia per a la presa de decisions, ja que permet buscar tendències en grans nombres d'usuaris. D'aquesta manera la feina pels empresaris es torna molt més eficient i segura tot permetent reduir costos amb eines d'anàlisis més avançades i de més llarg abast tot permetent una més ràpida i segura presa de decisions; donar resposta a les necessitats actuals del mercat mai havia sigut tant senzill.
En general, es sol parlar de les tres V del Big Data: Volum, Velocitat i Varietat, tot i que en els últims anys també s'ha parlat de Valor i Veracitat. Com ja s'ha comentat, els Big Data són grans Volums d'informació pels que ha calgut desenvolupar algorismes avançats de processament de dades. La Velocitat ve pel gran volum d'informació que es pot captar en breus espais de temps que, acompanyats de la gran Varietat de dades que es poden captar en l'actualitat, ens relacionen amb les dues V d'aparició més recent: Valor i Veracitat. Precisament a causa de l'enorme volum d'informació captada és molt difícil trobar falses tendències, cosa que minimitza el marge d'error i pràcticament assegura la veracitat de les dades. Per altra banda, i lligat a la informació acabada de mencionar, el gran volum de dades i la varietat d'aquestes han permès que aquestes tinguin un Valor brutal per les empreses que si es lliga amb la velocitat d'obtenció encara es torna major.
Tot i que la monitorització de cada paràmetre a estudiar és, en un principi, costós, la implementació de sensors i algorismes d'obtenció de dades han demostrat ser eines d'altíssim valor per a les empreses. Amb la infraestructura informàtica de gestió i anàlisis de dades necessàries, els nous paquets de dades són clau en el dia a dia de moltes companyies. Val a dir que en l'actualitat els sensors no han evolucionat massa, trobant els canvis més grans en la escalabilitat física dels components, però el naixement de certes eines informàtiques han marcat un abans i un després en el processament de les dades. El rei actual en el món del Big Data és Apache Hadoop. Aquest sistema operatiu programat en Java compta amb la peculiaritat que treballa sobre un altre, generalment Windows o Linux, i que compta amb unes característiques clau molt interessants:
- Escalabilitat: funciona amb estructures en clúster que permeten una molt fàcil addició de nous nodes.[14][15]
- Flexibilitat: Permet la anàlisis de molts tipus de dades i, a més a més, permet tractar la informació amb o senes esquemes predefinits tot permetent diferents nivells d'interacció i personalització per part de l'usuari. És a dir, permet busques tant concretes com calguin alhora que pot buscar relacions genèriques.[14][15]
- Fiabilitat: S'ha dissenyat per tenir en compte errors a nivell físic com digital, és a dir, està fet a prova d'errors de maquinari i de software.[14][15]
- Velocitat variable: Pot ajudar a processar molt de pressa volums grans de dades però cal destacar que amb poques dades pot trigar més de l'esperat.[15]

Amb Hadoop es va aconseguir donar resposta a la necessitat d'una anàlisis ràpida dels dades generades, ja que el programari tradicional. Aquest no aconseguia tractar amb facilitat les dades no estructurades amb les que es sol treballar en els Big Data. Concretament, es parla de xifres del 95% de dades no estructurades, valor inassumible pel programari tradicional. A més a més, el caràcter lliure del software l'ha fer encara més interessant pel món empresarial.

## Smart Factory
L'automatització sempre ha estat present el les fàbriques. Tot i això, "automatització" es refereix a la millora de rendiment d'una sola tasca o procés. Les decisions preses històricament en l'automatització són lineals, com ara accionar un pistó quan es detecti cert impuls. Ara, amb la utilització d'intel·ligència artificial i altres avenços informàtics es poden combinar les màquines físiques amb processos empresarials per aconseguir un rendiment màxim.
És a dir, la smart factory és un avenç respecte a l'automatització tradicional, ja que és un sistema connectat i flexible que utilitza una transmissió constant de dades d'altres operacions i sistemes de producció per aprendre i adaptar-se a demandes noves.

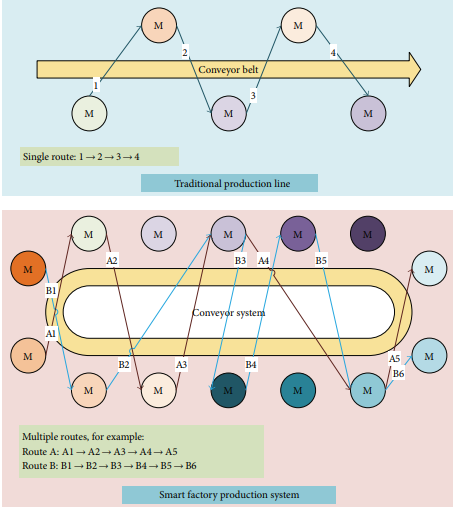
Il·lustració de la línia de producció tradicional i del sistema de producció d'una Smart Factory.

Smart Factory descriu un entorn on la maquinària i l'equipament informàtic poden millorar processos utilitzant l'automatització i l'optimització automàtica. Els beneficis de la smart factory no només es limiten a la millora de producció de materials, sinó que també engloben logística, desenvolupament de producte, planejament, etc.
L'habilitat d'ajustar-se i aprendre a partir de la informació a temps real fa la smart factory més predictiva, proactiva i responsiva, i millora l'organització per evitar temps no operacionals i altres dificultats.
S'ha de tenir present, però, que la smart factory ha d'estar en constant evolució, ja que el món de la tecnologia està avançant constantment. El punt fort de la smart factory és la seva habilitat d'evolucionar constantment, depenent dels canvis en les necessitats per mantenir i construir un sistema flexible, que aprèn per si sol. Ja sigui l'expansió a mercats nous, canvi en la demanda, etc.
Una Smart Factory té 5 característiques claus: Connectivitat, Optimització, Transparència, Proactivitat (s'avança als problemes i pren les mesures per solucionar-los amb resultats desitjats) i Agilitat.

### Connectivitat
És la propietat més important d'una smart factory. És necessari que els processos i materials estiguin connectats per generar les dades necessàries per fer decisions a temps real. En una Smart Factory hi solen haver sensors a diferents llocs per poder obtenir informació contínuament i d'aquesta manera assegurar que les dades estan totalment actualitzades i que mostren la situació actual de la fàbrica.

### Optimització
Una smart factory permet realitzar operacions amb un mínim de control manual, sent igualment molt fiable. Optimització inclou, automatitzar processos, conjuntament amb la logística i altres. D'aquesta manera, s'aconsegueix reduir els costos econòmics, millorar producció, qualitat, etc.

### Transparència
La visualització de dades a temps real, permet saber què està passant en cada moment. Aquesta informació es pot convertir en informació sobre la qual actuar (podríem entendre-ho com paràmetres), ja ho faci un humà o siguin decisions automàtiques. Sabent què està passant en tot moment en qualsevol lloc de la fàbrica i l'empresa/organització millora les decisions preses, utilitzant eines com notificacions, alertes a temps real, donant diferents rols amb diferents feines, etc.

### Proactivitat
Un sistema proactiu permet que els treballadors i sistemes informàtics s'anticipin als problemes detectant anomalies en la cadena de producció, demanda, falta d'inventari, problemes de qualitat, seguretat i altres. És a dir que podran actuar abans que hi hagi el problema i no un cop ja hagi passat.

### Agilitat
Tenir agilitat en la flexibilitat de la fàbrica és molt important, ja que permet fer canvis de rutina o fins i tot de producte, amb una intervenció mínima.
Hi ha fàbriques avançades que fins i tot configuren les màquines automàticament depenent del producte a generar.

### Dependència del Big Data
Els Big Data són la matèria primera amb la qual treballa la Smart Factory. Aquesta no podria existir sense la gran quantitat de dades associades a l'ús de Big Data. L'enorme flux d'informació que es recapta amb els abundants sensors juntament amb les dades de la infraestructura empresarial, permeten que algorismes avançats puguin prendre decisions a temps real sobre pràcticament qualsevol camp de la fàbrica.
Bé és cert que el cost associat a una smart factory es dispara precisament pels costos associats a networking, sensorització i emmagatzematge i tractament de dades. A més a més, ha comportat l'aparició de nous perfils de treballadors dedicats a la gestió dels nous sistemes, sobretot el perfil enginyer.

## Big Data en la Indústria
Les indústries s'estan adonant cada vegada més que l'ús que havien donat fins ara a les dades, era molt poc eficient comparat amb el gran potencial que té el Big Data. Tot això s'ha anat descobrint a causa de la gran quantitat de dades amb soroll que les empreses tenen en el seu poder, dades amb soroll són aquelles dades de les quals la gran majoria són inservibles o tenen molt poc valor, gràcies a aquestes enormes quantitats de dades que tenen les empreses ha sorgit el perfil del “data scientist”, un dels llocs de treball amb més demanda actualment (2018) en tot tipus d'empreses, a LinkedIn hi havia 76.000 ofertes de treball en aquest camp a l'Abril del 2018, només a Espanya.
Des de sempre el progrés d'una indústria s'ha basat en la competitivitat d'aquesta, això ens porta a la conclusió que una indústria poc competitiva està destinada al fracàs. És per això que cada vegada més empreses de tot tipus de sectors s'estan especialitzant en el Big Data, perquè aporta una capacitat de gestió de dades que fa que una empresa sigui molt més eficient.

### Millora de la qualitat
Cada vegada és més habitual veure cadenes de muntatge que funcionen de manera automàtica, això és gràcies a una autòmats denominats SCADA (Supervisory Control And Data Acquisition), que són sistemes de control programables que permeten interactuar amb tota mena de processos. Aquests autòmats enregistren cada estímul que reben en els seus múltiples sensors i enregistren tota la informació generalment al núvol, on després serà processada i analitzada de manera adequada.
Aquest anàlisi farà que es trobin patrons en el comportament de la cadena de producció, cosa que farà que es puguin reduir els errors i els costos generant així un producte de més qualitat i un benefici per l'empresa.

### Eficiència en el procés de fabricació
El Big Data proporciona informació a la indústria de molts tipus, com per exemple quant de temps es tarda en muntar una peça, quant de temps ha estat parada una cadena de muntatge a causa d'una incidència, quin empleat és més eficaç a l'hora de fer la seva feina etc.
Tenint aquesta informació, l'empresa pot prendre mesures que ajudaran a gastar menys diners en incidències i a tenir més beneficis al produir més ràpid, durant més temps i amb una qualitat elevada.

### Reducció de costos
El fet de poder fabricar els productes amb major qualitat, desaprofitant menys matèries primeres i optimitzant els recursos necessaris per la producció farà que els costos a gran escala es redueixin d'una manera flagrant.

### Big Data en empreses a Espanya
Una de les empreses amb més pes a Espanya i reconeguda mundialment que cada vegada més està basant la seva presa de decisions en la informació extreta del Big Data és Inditex. La companyia gallega utilitza les dades de les prediccions meteorològiques per ajustar la seva producció i el seu stock en els diferents mercats arreu del planeta.
A través d'una empresa externa que, mitjançant algoritmes, els ofereix unes prediccions meteorològiques el màxim d'ajustades a llarg termini, Inditex va facturar un 6% més entre els mesos de febrer i octubre de 2017 en comparació amb l'any anterior.
També al 2017, Inditex va incorporar en les alarmes de les seves peces de roba una tecnologia de radiofreqüència (RFID) que fa la funció de geolocalitzador. Això permet a la companyia controlar al més mínim detall el seu stock en totes les seves botigues i centres logístics.
En veure aquestes dades, és normal que altres empreses punteres en el sector també inverteixin en la tecnologia del Big Data, ja que només s'han de mirar els números de les empreses que prenen les seves decisions basades en l'anàlisi de les dades que prèviament han recol·lectat mitjançant tot tipus de sensors.

## Efectes del Big Data en l'empresa
El Big Data té un paper molt important a les empreses actuals, ja que sovint es basen en l'ús d'aquest per treballar. Cal destacar que no només s'utilitza en empreses de nova creació sinó també ha propiciat la adaptació d'empreses tradicionals cap a les noves tecnologies.
Un dels aspectes positius per les empreses és que poden tenir gran informació sobre possibles clients i el poden fer servir per a tal, un exemple clar són els grans supermercats que tenen gran informació sobre les compres dels seus clients, amb aquesta poden adaptar el seu estoc de productes, així poden baixar les compres d'un producte.
També es pot dir que a l'hora de què una empresa pugui controlar millor diversos àmbits, el Big Data et concedeix informació en temps real gràcies a diferents dispositius de recepció i enviament de dades, normalment adjuntats a dispositius que creen la informació com poden ser sensors o tipus d'identificadors que utilitzen radiofreqüència, en el cas de les fàbriques.
Utilitzar el Big Data crea una anàlisi tant pel que fa a la vista interior de l'empresa, com la vista exterior de l'empresa.
Però aquesta gran informació que s'aconsegueix gràcies d'utilitzar el Big Data pot no servir de res si l'empresa no l'utilitza de forma correcta, es necessita una estructura d'anàlisi per tal d'utilitzar aquesta gran informació. Un mal lideratge o un seguit de males decisions poden fer que aquesta informació no serveixi per a optimitzar la indústria i empresa.

## Futur del Big Data
No es pot negar que el fenomen Big Data està present i és utilitzat per multitud d'empreses en l'actualitat. És per això que tot apunta a que aquest concepte romandrà a les vides de les persones del futur.

### Utilitat
Big Data, com el seu nom indica, significa tenir a la teva disposició una quantitat enorme d'informació. És per això que es fa impossible aprofitar-ho al màxim sense l'ajuda d'un programari especialitzat capaç de mostrar el significat d'aquestes dades. D'igual manera, aquests programes que faciliten la feina a l'hora d'aprofitar tota la informació que es pot tenir a l'abast són cada cop més complexos. Fins a arribar al punt d'arribar a crear intel·ligències artificials per gestionar i actuar segons les dades de que es disposen. Així s'aconsegueix una automatització intel·ligent de les tasques a realitzar sense passar per una persona física.

### Nivell intern
Internament, el Big Data pot ser molt útil per a la presa de decisions. Pot augmentar els ingressos de l'empresa quantitativament si se'n fa una anàlisi adequada. Tenir un constant flux d'informació del que passa a la pròpia factoria permet prendre decisions en qualsevol moment. Influint de forma molt més immediata en el futur de les empreses i consumidors, sobretot en referència a l'optimització de la producció i la reducció de costos de la mateixa.

### Nivell extern
Externament, tot apunta a que aquesta massificació informativa es podrà utilitzar per a augmentar les vendes i rebre informació de l'exterior. És a dir, també es podran recollir dades dels usuaris i clients a través d'internet i aprofitar-les per augmentar les vendes tot adaptant el target de client o de producte a vendre. Actualment grans companyies com Facebook o Google estan competint en el mercat de la venta de dades cap a empreses que pretenen vendre un producte o servei. Pel que fa al futur d'aquest transit de dades, és probable que es legisli a favor de la protecció de les dades dels usuaris i es limitin aquestes accions, ja que actualment no hi ha cap tipus de regulació. Això segurament tingui lloc, ja que, cada vegada més, les persones s'estan conscienciant de la quantitat de dades que estan circulant per la xarxa sense control ni filtre. També serà important tenir mètodes que garanteixin la seguretat d'aquestes dades sobre els usuaris per tal que no siguin exposades o publicades de forma indesitjada.

### Usuaris
A nivell d'usuaris, la preocupació deguda a la quantitat de dades personals que estan circulant per la xarxa està en augment. Actualment, les empreses tenen la responsabilitat moral de cuidar i tractar amb cura totes aquestes dades tot i que no hi ha cap llei que ho reguli. Els usuaris no poden dependre eternament de la moralitat o la bona fe de les grans empreses informàtiques. Per aquest motiu, és lògic que la societat acabi lluitant per algun tipus de regulació que proporcioni més tranquil·litat. Per altra banda, cal destacar que la informació de que disposin les empreses permetran que molts productes que els usuaris consumeixen siguin més barats i més ajustats a les seves necessitats, ja que les empreses podran apuntar les seves ofertes amb més precisió.